# Viken (naturreservat)
Viken är ett naturreservat i Askersunds kommun i Örebro län.
Området är naturskyddat sedan 2002 och är 22 hektar stort. Reservatet omfattar en sprickdal med granskog på branterna och kring Ängabäcken i botten finns tidigare ängsmark som nu är skogbevuxen.